# Mỹ Đình

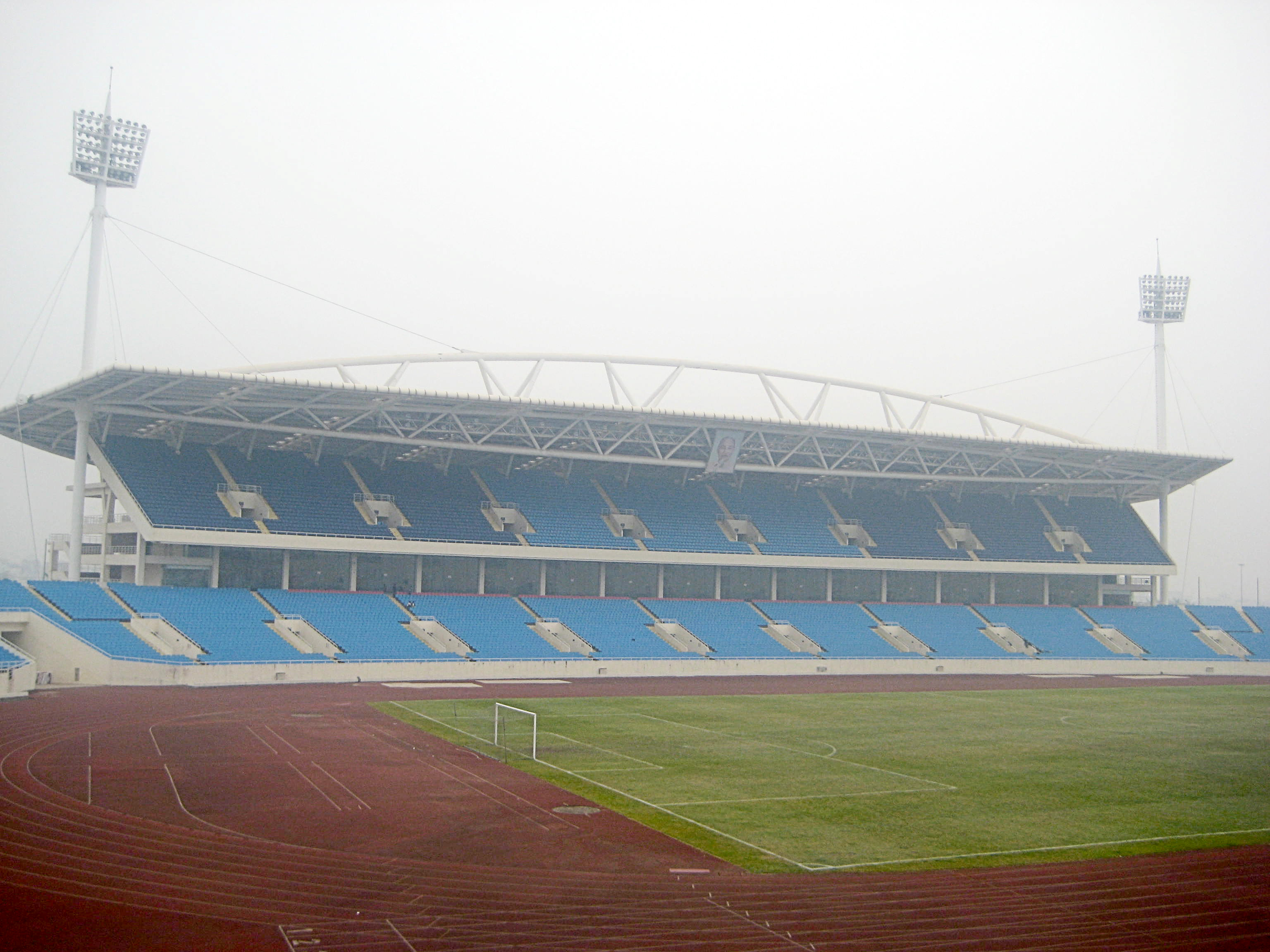
Sân vận động Quốc gia Mỹ Đình

Mỹ Đình là một địa danh tại quận Nam Từ Liêm, thành phố Hà Nội. Khu vực này có nhiều công trình cấp quốc gia như: Khu liên hợp thể thao quốc gia Mỹ Đình, Trung tâm Hội nghị Quốc gia.
Nguyên xưa đây là làng Quả Hối, còn có tên là Phú Mỹ trang. Từ sau thế kỷ XVII, Phú Mỹ trang phát triển thành 3 làng Phú Mỹ, Nhân Mỹ và Đình Thôn, thuộc 2 xã Phú Mỹ (chỉ gồm làng Phú Mỹ) và Nhân Mỹ (gồm 2 làng Nhân Mỹ và Đỗ Thôn hay Đình Thôn) thuộc tổng Phương Canh, huyện Từ Liêm, phủ Quốc Oai, trấn Sơn Tây. Trong Kháng chiến chống Pháp, hai xã nhập thành Liên xã Mỹ Đình (ghép từ các tên làng). Sau Cải cách ruộng đất (1957), đổi tên thành xã Hòa Bình, thuộc quận VI ngoại thành Hà Nội. Đến năm 1961 xã thuộc huyện Từ Liêm, năm 1965 trở lại tên Mỹ Đình.
Ngày 27 tháng 12 năm 2013, quận Nam Từ Liêm được thành lập, xã Mỹ Đình được chia thành 2 phường mới trực thuộc quận là Mỹ Đình 1 và Mỹ Đình 2.
Địa bàn xã Mỹ Đình tương ứng với 2 phường Mỹ Đình 1, Mỹ Đình 2 và một phần phường Cầu Diễn thuộc quận Nam Từ Liêm; một phần phường Mai Dịch thuộc quận Cầu Giấy.